# Centre régional de documentation pédagogique (Reims)
Le Centre régional de documentation pédagogique (CRDP) de l’académie de Reims est situé 17 boulevard de la Paix à Reims. Ce bâtiment succède en 1998 au  Foyer Civil.

## Historique
Le foyer civil de l’Architecte Charles Letrosne, a été inauguré le 17 mai 1925. Il a été construit à l’emplacement de l’ancien Magasin d’habillement militaire, grâce à des dons de la société des foyers de l’Union Franco-Américaine.
Alors qu’à l’origine l’association finançait des foyers pour soldat, elle décide en 1919 de les remplacer par des foyers civils. Elle y introduit le basket-ball, aidé en cela par la présence des joueurs de basket-ball de l'armée américaine. Les UFA fondent des sections sportives : les  CAUFA dont celui de Reims qui sera en haut de l'affiche du basket français dans les années 1930.
En 1939 la section est mise en sommeil, la guerre approche et les bâtiments du foyer sont réquisitionnés.
En 1945, il est site d’accueil des prisonniers de guerre et des déportés de retour d’Allemagne.
Ensuite le foyer devint la Maison du migrant, jusqu’en 1993.
Puis, le site a été vendu par la Ville de Reims à l’État en 1996. La démolition du bâtiment a eu lieu en 1997/98, avec conservation des façades, pour y aménager les locaux du Rectorat.
À la fin des travaux, les services du rectorat qui se trouvaient hébergés dans l’hôtel Ruinart de Brimont intégreront les nouveaux locaux.
Aujourd’hui le bâtiment fait office de Centre Régional de Documentation Pédagogique de l’académie de Reims (CRDP).

## Images

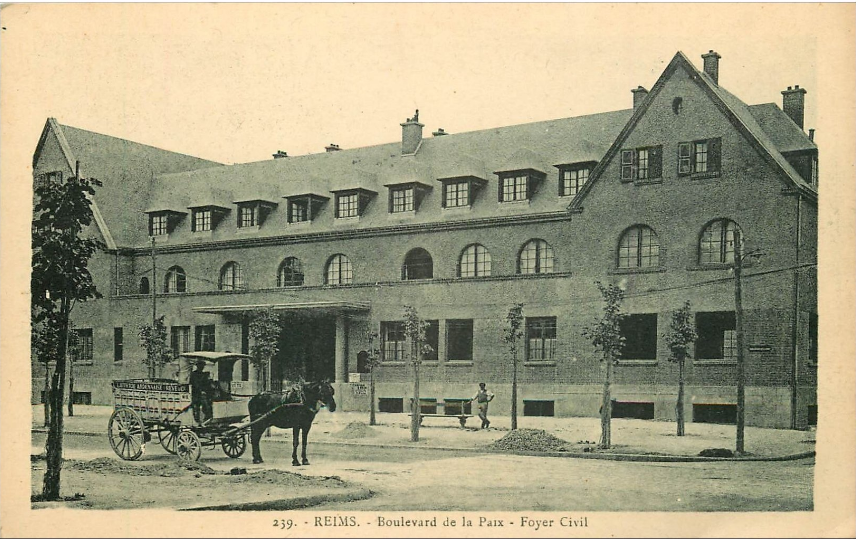
En 1920.
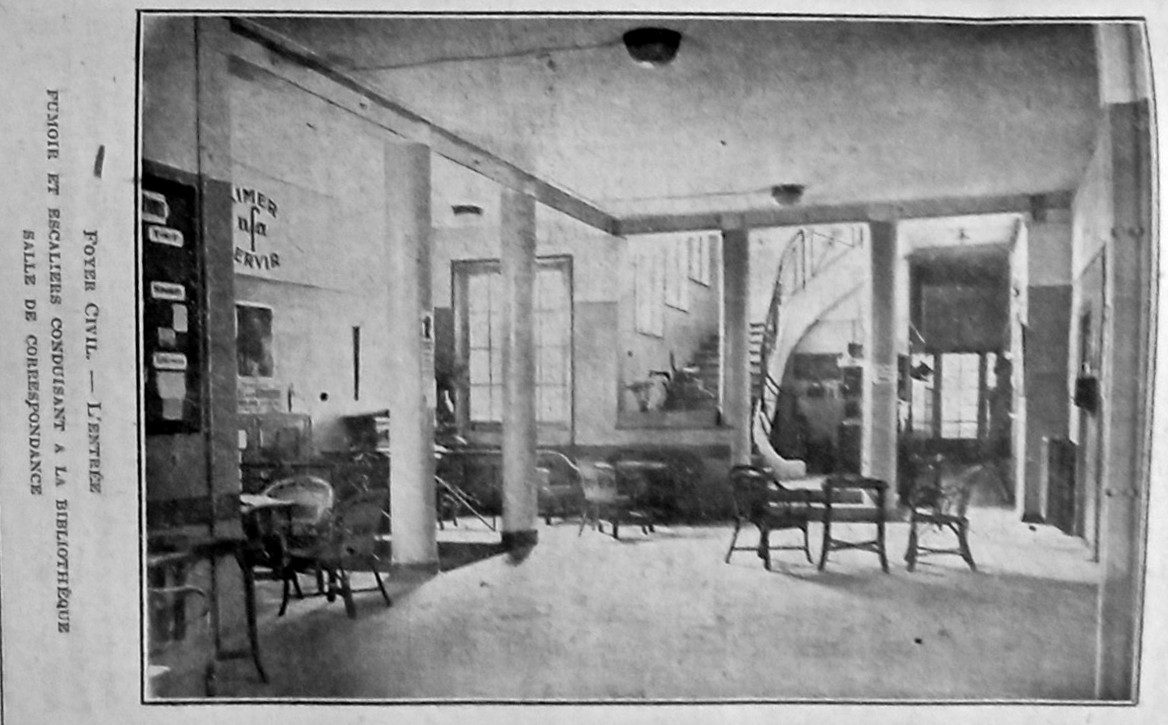
En 1926 vue de l'intérieur.
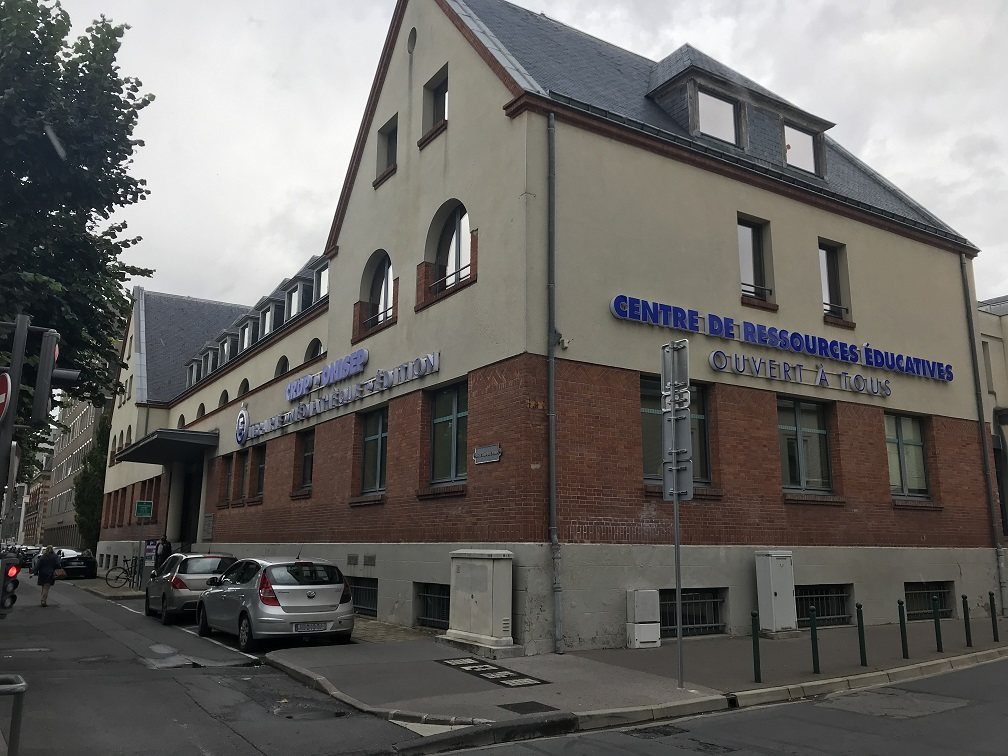
La façade.

## Description
Le Centre Régional de Documentation Pédagogique (CRDP) a été construit en 1999 en conservant la façade du Foyer Civil de l’Architecte Charles Letrosne construite dans le style Art Déco.